# Jonski otoki
Jonski otoki (grško Ιόνια νησιά/Ionia nisia, tradicionalno grško Επτάνησα/Eptanisa ali Ἑπτάνησος/Heptanēsos oz. italijansko Eptaneso, kar pomeni sedem otokov) so grško otočje sedmih večjih in več manjših otokov v Jonskem morju. Večji otoki so:
- Kefalonija (grško Κεφαλλονιά) (787 km²)
- Krf (grško Κέρκυρα) (593 km2)
- Zakintos (grško Ζάκυνθος) (402 km²)
- Lefkada (grško Λευκάδα) (336 km²)
- Kitera (grško Κύθηρα) (278 km²; na jugu Peloponeza)
- Itaka (grško Ιθάκη) (96 km²)
- Paksos (grško Παξοί) (25 km²)

Med številnimi manjšimi otoki so večji:
- Meganisi (grško Μεγανήσι) (20 km²)
- Antikitera (grško Αντικύθηρα) (20 km²)
- Elafonisos (grško Ελαφόνησος) (18 km²)
- Antipaksos (grško Αντιπαξος) (4 km²)

Zaradi dolgoletne vladavine Benečanov na Jonskih otokih imajo otoki tudi beneška imena in sicer Krf – Corfu, Itaka – Val di Compare, Lefkada – Santa Maura, Kitera – Cerigo in Zakintos – Zante. Edino Kefalonija je imela enako ime.
Jonski otoki so znan tudi kot domovina Homerjevega Odiseja, ki je bil kralj Itake.

## Zemljepisni položaj
Šest severnih otokov se nahaja ob zahodni grški obali v Jonskem morju, sedmi, najjužnejši otok Kitera pa je že bližje Peloponezu, tako da administrativno ni vključen v periferijo Jonski otoki, temveč v periferijo Atika. Naj največjem Jonskem otoku, Kefaloniji  je tudi najvišji vrh teh otokov, Ainos Oros (1628 m). Otoki so med seboj slabo povezani, večina njih ima dobre povezave s kopno Grčijo. Otoki ležijo na tektonski prelomnici, ki teče proti jugu ob zahodni grški obali, zato so bili velikokrat izpostavljeni potresom.
Periferija Jonski otoki je ena izmed 13 periferij v Grčiji. Obsega skrajni zahod države in je razdeljena na štiri prefekture:
- Prefektura Krf
- Prefektura Kefalonija
- Prefektura Lefkada
- Prefektura Zakintos

## Največja naselja na otokih
Največja naselja na otokih so:
- Argostoli na Kefaloniji
- Krf na Krfu
- Lefkada na Lefkadi
- Zakintos na Zakintosu
- Liksuri na Kefaloniji

## Zgodovina
Jonske otoke so že v prazgodovini naselili  stari Grki okoli leta 1200 pred našim štetjem. V času starih Grkov so bili otoki pod vladavino Korintčanov, toda zaradi obrobne zemljepisne lege otočja brez pomembnejše vloge v dogodkih med starogrškimi polisi. Leta 146 pred našim štetjem so otoki, kot tudi pretežen del Grčije zasedli Rimljani. V času zasedbe Rimljanov, kot poznejše zasedbe Bizantincev na otokih ni bilo pomembnejših dogodkov in prevratov.
Od konca 11. stoletja otoke začnejo napadati najprej Saraceni, pozneje Normani in Benečani. Leta 1185 vsi otoki z izjemo Krfa podpadejo pod oblast Normanov s Sicilije. Benečani osvojijo Krf in Kitero v četrti križarski vojni leta 1204. Benečani so pozneje razširili oblast tudi na druge otoke vse do konca 15. stoletja, pri čemer so jih uporabljali predvsem za trgovino z Vzhodom. Tako so Jonski otoki ostali edini del ozemlja današnje Grčije, ki ni bil pod Bizancem. Posledično so imeli otoki pomembno vlogo pri poznejšem razvoju grške narodne zavesti.
V naslednjih stoletjih se je otoško plemstvo v popolnosti italiniziralo in sprejelo rimokatolištvo, medtem, ko so navadni ljudje ostali pretežno na dotedanjem pravoslavju in grškem jeziku in kulturi. V 18. stoletju je otoško prebivalstvo postalo »iskra« v prebujanju grške narodne zavesti, tako, da iz tega področja izhajajo številni pomembni grški kulturni in politični delavci. Na otoku Krfu je rojen tudi Ioannis Kapodisitrias, prvi guverner Grčije (1776 do 1831), v svojem času eden največjih diplomatov v tedanji Evropi.
Leta 1797 s propadom Beneške republike se pod francosko nadvlado Napoleona Bonaparta na otokih pričnejo spremembe nadoblasti. Tako so v treh desetletjih otoki prehajali v last od Francije prek Rusije do Otomanskega cesarstva ter znova Francije, leta 1815 pa so dobili avtonomijo pod britanskim nadzorom. Leta 1815 je bila pod protektoratom Britancev ustanovljena država Združene države Jonskih otokov. V času petdesetletne britanske vladavine so otoki gospodarsko zelo napredovali, toda želja grških meščanov o priključitvi k matici, novoustanovljeni Grčiji je bila zelo velika in so bili tako otoki leta 1864 priključeni matični Grčiji. Britanske sile so si pridržale pravice uporabe luke mesta Krf za potrebe svoje mornarice.
Z razpadom Grčije med drugo svetovno vojno leta 1941 vsi Jonski otoki z izjemo Kitere padejo pod okupacijo fašistične Italije. Italijanska oblast se je v treh letih okupacije trudila da ponovno italianizira otoke, toda pri tem ni imela večjih uspehov. Leta 1944 otoke osvobodijo britanske sile. Med vojno otoki niso bile deležni večjih rušitev.
Otoka Zakintos in Kefalonija je v večji meri razrušil potres leta 1953. V naslednjih letih so otoki bili deležni obnove, kar pa ni omejilo masovnih izselitev prebivalstva bodisi v emigracijo, bodisi v ostale predele Grčije. Zadnja desetletja se na otokih razvija turizem, ki predstavlja gonilno silo gospodarskega razvoja otokov.

## Klima
Poletja na Jonskih otokih so vroča in suha, preostanek leta pa imajo otoki milo podnebje. Nadpovprečna količina padavin vzdržuje bujno zelenje.

## Demografski podatki
Na otokih brez Kitere je leta 2011 živelo 207.855 Prebivalstvo|prebivalcev, kar je 1,51% manj kot leta 2001. Kljub vsemu je regija še vedno tretje najgosteje poseljena regija v Grčiji (90,1 prebivalcev na km²) in je veliko nad državnim povprečjem 81,96 prebivalcev na km². Najbolj poseljen je otok Krf (104.371 prebivacev skupaj s Paksosom), nato Zakintos (40.759 prebivalcev), Kefalonija (35.801 prebivalcev), Lefkada (23.693 prebivalcev) in Itaka (3.231 prebivalcev).. V tujini rojenih prebivalcev otočja je bilo leta 2001 19.360 ali 9,3% vseh prebivalcev. Največ jih je živelo na otokih Krf in Zakintos. Večina od njih so bili Albanci (13.536 prebivalcev).. Stopnja rodnosti je bila po podatkih Eurostata leta 2011 1,35 živorojenega otroka na žensko v njeni življenjski dobi.

## Gospodarstvo
Bruto domači proizvod (BDP) na otokih je v letu 2010 znašal 4.029 mio €. BDP na prebivalca je v istem letu znašal 18.440 €, kar je nižje od državnega povprečja 20.481 €, na samem Krfu in Zakintosu pa je bil precej višji (23.275 € oziroma 24.616 €). Hkrati je stopnja nezaposlenosti leta 2012 znašala 14,7, kar je daleč najnižja stopnja med grškimi regijami in zelo nizka napram grškemu povprečju 24,2. Tradicionalne vrste gospodarskih dejavnosti na otočju so v upadanju, kot so ribištvo, ribiška predelovalna industrija, poljedelstvo, kar posledično pomeni tudi izseljevanje prebivalstva. Danes je prevladujoča dejavnost na otokih turizem.

## Turizem
Regija je zelo priljubljena turistična destinacija. Letališča na Krfu, Zakintosu in Kefaloniji so med desetimi največjimi v Grčiji po številu mednarodnih prihodov, saj so leta 2012 zabeležili 1.386.289 mednarodnih prihodov. Letališče Krf je po številu prihodov letal leta 2012 bilo šesto v Grčiji, letališči Kefalonija in Zakintos pa sta bili med desetimi največjimi letališči. Letališče v Kefaloniji je leta 2012 zabeležilo največji porast med grškimi letališči napram letu 2011 (13,11%).'
Ena najbolj obiskanih turističnih znamenitosti je dvorec habsburške cesarice Sissy Ahileon na otoku Krfu, ki ga je poimenovala po Ahilu.